# 海輪誠
海輪 誠（かいわ まこと、1949年（昭和24年）9月25日 - ）は、日本の実業家。東北電力相談役、元社長、元会長。ゆうちょ銀行社外取締役。東北経済連合会元会長。

## 人物
東京都足立区出身。東京都立上野高等学校卒業後、東京大学への進学を目指し浪人生活に入るが、1969年の東大入試は、東大紛争の煽りを受け休止となってしまう。そこで飛行機に乗らずに帰省できるとの理由から東北大学への入学を決めた。
学寮生活時代、見初めた女性が秋田出身であったことや、女性の家族から「海輪」姓を継ぐことを懇請されたことなどもあり、東北電力への就職を決め、大学卒業前、その女性と籍を入れた。
55歳で取締役に抜擢され、社内外の人脈も幅広く、新潟支店長時代には中越沖地震からの復旧に向け奔走。2010年には、同社社長に就任した。
東日本大震災当日は、午後から空路で名古屋に滞在中であったが、地震発生を受け予定をキャンセル。中部国際空港へ舞い戻り、席のやりくりのついた新潟行きのプロペラ機に乗り、18時過ぎ、同社新潟支店に到着。テレビ会議システムを通じた訓示を行い、23時過ぎチャーターしたタクシーで同支店を出発。日本海沿岸東北自動車道を北上。村上を経由し、同社小国サービスセンター、山形支店での督励を経て、地震翌日の午前4時過ぎ本店に帰社。以後本店6階に設置された非常災害対策本部にて、復旧活動の陣頭指揮を執った。
2015年6月の株主総会と取締役会後、震災からの設備復旧に一定の目処がついたことや、電気料金を引き上げるとともに構造改革と業務効率化が進んだことから会長に退いた。

## 略歴
- 1968年（昭和43年）- 東京都立上野高等学校卒業。
- 1973年（昭和48年）- 東北大学法学部卒業後、東北電力入社。
- 2003年（平成15年）- 副理事企画部長。
- 2005年（平成17年）- 取締役企画部長委嘱。
- 2007年（平成19年）- 上席執行役員新潟支店長。
- 2009年（平成21年）- 取締役副社長IR担当。
- 2010年（平成22年）- 代表取締役社長。
- 2015年（平成27年）- 代表取締役会長。
- 2016年（平成28年）- 東北経済連合会会長[7]。
- 2019年（令和元年）- ゆうちょ銀行取締役[8]。
- 2021年（令和3年）- 相談役[9]。